# Světlana Pospelovová
Světlana Michajlovna Pospelovová (rusky: Светлана Михайловна Поспелова – Svetlana Michajlovna Pospelova; * 24. prosince 1979 Leningrad, Sovětský svaz) je ruská atletka, dvojnásobná halová mistryně Evropy v běhu na 400 metrů.
Na letních olympijských hrách v roce 2000 v australském Sydney měla pozitivní dopingový nález na zakázanou látku stanozolol a později dostala dvouletý trest.

## Osobní rekordy
- 400 m (hala) – 50,41 s – 5. března 2005, Madrid
- 400 m (dráha) – 49,80 s – 11. července 2005, Tula